# Johann Friedrich Gelpcke
Johann Friedrich Ludwig Gelpcke (* 1799; † 1874) war ein deutscher Bankier.

## Leben
Der aus Lenzen an der Elbe stammende Johann Friedrich Gelpcke betrieb Anfang der 1820er-Jahre zusammen mit seinem Teilhaber Carl Ludwig Albrecht die Wechselhandlung Albrecht et Gelpcke am Köllnischen Fischmarkt im Berliner Stadtteil Alt-Kölln. Nach der Auflösung der Gesellschaft führte Albrecht das Geschäft am selben Ort allein weiter.
Gelpcke gründete 1827 zusammen mit Johann Carl Friedrich Breest und Johann Gottfried Kuckerling das Bankhaus Breest, Gelpcke & Kuckerling mit Sitz in der Jägerstraße, das rasch florierte. Mit dem Ausscheiden Kuckerlings 1840 begann die allmähliche Auflösung der Sozietät; nachdem 1849 auch Breest diese verlassen hatte, wurde Gelpcke alleiniger Inhaber des weiterhin als Breest & Gelpcke firmierenden Unternehmens – später nahm er seinen ältesten Sohn Carl Friedrich Gelpcke als Teilhaber auf.
Im Zuge der einsetzenden Hochindustrialisierung und der damit verbundenen „wirtschaftlichen Konzentrationsprozesse“, so die Historikerin Nadja Stulz-Herrnstadt, wurden Unternehmensformen mit „Kapitalverfügung im großen Stil“ zu einem Erfordernis im Bankwesen. So gehörte Gelpcke 1856 neben Heinrich Conrad Carl und Paul Eduard Conrad zu den Gründungsgesellschaftern der Berliner Handels-Gesellschaft (BHG), einer Kommanditgesellschaft auf Aktien mit beachtlichen Kapitalvolumen. Breest & Gelpcke wurde der BHG angegliedert und schließlich 1877 übernommen.
Gelpcke war seit 1846 Mitglied des Zentralausschusses der Preußischen Bank. Ferner gehörte er den Direktorien der Berlin-Anhaltischen und der  Berlin-Hamburger Eisenbahn-Gesellschaft an.
Sein Tod fand reichsweit Beachtung. Zuletzt hatte er den Ehrentitel eines Geheimen Kommerzienrats inne.